# 뭇따마

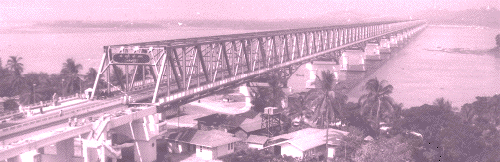

무떠마(버마어: မုတ္တမ 무떠마)는 미얀마 몬주의 도시이다. 중세 미얀마에 존재했던 항사워디 왕국의 초대 수도였던 곳이다.